# Spilosoma assamensis
Spilosoma assamensis là một loài bướm đêm thuộc phân họ Arctiinae, họ Erebidae.